# 香具師
香具師（）とは、祭礼や縁日における参道や境内や門前町、もしくは市が立つ所などで、露店で出店や、街頭で見世物などの芸を披露する商売人をいう。また野師、野士、弥四、矢師とも表記する。

## 概要
古くは、香具師（）とも読み、主に江戸時代では歯の民間治療をしていた辻医者（）や、軽業・曲芸・曲独楽などをして客寄せをし、薬や香具を作ったり、売買していた露天の商売人を指した。また、華美な身なりで各種の香を売り歩く商人の姿が『好色一代男』にも記されており、江戸の後期には怪しい薬を口上交じりで売る商人を指して「やし」ともいうようになった。明治以降においては、露店で興行・物売り・場所の割り振りなどをする人を指し、的屋（）や三寸（）とも呼ばれる。詳しくは的屋を参照。
これらの仕切り、管理は一般に賤民（人別帳に記載のない人物、無宿人）、いわゆるヤクザの仕事であり、時代劇や講談などで「香具師の元締」といえばヤクザの親分とほぼ同義である。

## 歴史
- 1690年（元禄3年）の発行の『人倫訓蒙図彙（）』では江戸、大阪、京都の城下町や港町において、丸薬や鬢付け油売りや傀儡廻しや物真似芸や蛇見せ芸などを披露する大道芸人の様子が記載されている[4]。
- 1735年（享保20年）に、「十三香具師」という名で初めて「香具師」という職業名が使われた文書『古事類苑』の産業の部『香具師一件』が残っている。この十三は「丸、散、丹、円、膏、香、湯、油、子、煎、薬、艾、之古実」などの薬や香や実などを十三香具としている。またその販売方法の分類も文献によりその内容は、異同があるが、『香具師一件』に記述されているものは、「諸国名産の薬の仲卸」、「薬の製造と販売と、口蓋、口腔、歯科治療」、「お笑い芸にて、客寄せする薬売り」、「お笑い芸の見世物」、「居合抜刀芸」、「独楽廻し」、「軽業」、「曲鞠」、「按摩治療と膏薬売りの辻医師」、「その他の諸たる見世物」、「日限売薬」、「施シ治療薬」、「艾（）、火口売り」、「往来触売薬」、「歯磨売り」、「紅白粉売」、「小間物売り」、「薬飴売り」、「薬り菓子売り」、「その他、市場、盛り場での往還商人」[注 1]などとなっている。
- 1800年代中盤に江戸・大阪の風俗を記した『守貞謾稿』は、口上やちょっとした芸で人を集め、薬などを路上で売る職業として「矢師」を紹介している[5]。元は野武士などが貧窮から売薬をしたのが始めとし、「歯抜き」の有名どころとして大阪の松井喜三郎、江戸の長井兵助玄水を挙げ、抜刀や居合、独楽などを見せて人を集め、歯磨き粉や歯の薬を売るほか、歯の治療や入れ歯なども扱ったと記している[5]。そのほか、能弁によって有能・無能の薬を売ったり、辺土遠国からの名産と称してさまざまな物を売るなどし、香具師には十三種あるというがそれ以上あるとしている[5]。

## 語源
「やし」の由来については諸説ある。
- 薬師（） - という江戸時代の薬の物売り[6]と同じように、香具師という薬を売っていたものが合わさったという説。鎌倉時代以前には藥師も医師も「くすし」と呼称されていた[7]。
- 弥四 - 薬の行商を始めた者の名が「弥四郎」とされ、そこから「弥四（）」とされたとする説。
- 野士 - 身を窶した武士が飢えをしのぐために薬を売っていたことから、野武士の「武」が略され「野士（）」になったとする説。
  - 野師 - 上記の「野士」の扱う商品に香具が多かったために、「香具師」に「やし」の読みが当てられたとする説。ゆえに、元は「野士」と「香具師」という別々の語であった。
- 「山師（）」を略したとする説。

## インターネットスラング
- やつ、やし - 「2ちゃんねる」（現・5ちゃんねる）などに見られる一部の電子掲示板で、奴（ヤツ）の代わりに使われているインターネットスラングのこと。片仮名の「ツ」が「シ」に似ており、「やし」とキーを打つと「香具師」に漢字変換されることに由来している。

この用法においての最初の出典は、1999年2月10日のあやしいわーるど@本店 昼の部まで遡る。固定ハンドルネーム「DTP」を騙るものが使い始めた。この時、ハンドルネーム「DTP」のなりすまし騒動があり、ばれて槍玉に挙げられた騙りの犯人が途中から「DTP＠香具師」と自虐的に自分のハンドルネームに用いていた。「騙ったやつ」→「やつ」→「やし」→「香具師」の意味であった。
2010年頃までにはスラングとしての用法は廃れた。

## 関連書籍
- 添田知道 『香具師（テキヤ）の生活』 雄山閣出版、1964。
- 京都府警察部刑事課 『香具師名簿』 京都府警察部、1928。
- 和田信義 『香具師奥義書』 文芸市場社・談奇館随筆、1929。
- ツェザロ・ロセッティ 『英国の香具師』 河合俊郎 訳、栄光出版社、1979。
- 『香具師の全貌 附録・或株式現物屋の懺悔話』 内務省警保局、1942、刑事警察研究資料。
- 『のせる 香具師の世界（芸双書 第9巻）』 白水社、1982。
- 室町京之介 『香具師口上集』 正続、創拓社、1983-84。
- 坂野比呂志 『香具師の口上でしゃべろうか』 草思社、1984。
- 林喜芳 『香具師風景走馬灯』 冬鵲房、1984。
- 川瀬孝二 『祭りの商人「香具師」』 日本経済新聞社、1987。
- 北園忠治 『香具師はつらいよ ある露店商人の独白』 葦書房、1990。